# Josef Maria von Thun und Hohenstein
Josef Maria von Thun und Hohenstein (ur. 24 maja 1713 w Trydencie, zm. 15 czerwca 1763 w Mattighofen) – niemiecki duchowny rzymskokatolicki, w latach 1762-1763 biskup Pasawy.

## Życiorys
14 października 1741 został mianowany biskupem Gurk. Sakrę biskupią otrzymał 18 lutego 1742. 19 listopada 1761 został wybrany na ordynariusza pasawskiego, wybór został potwierdzony przez Stolicę Apostolską 29 marca 1762. Zmarł 15 czerwca 1763, niewiele ponad rok po objęciu urzędu.